# 말도나도주

말도나도주의 위치

말도나도주(스페인어: Departamento de Maldonado)는 우루과이 남동부에 위치한 주로 주도는 말도나도이며 면적은 4,793km2, 인구는 164,300명(2011년 기준)이다. 동쪽으로는 로차주, 북쪽과 북서쪽으로는 라바예하주, 서쪽으로는 카넬로네스주와 접한다.

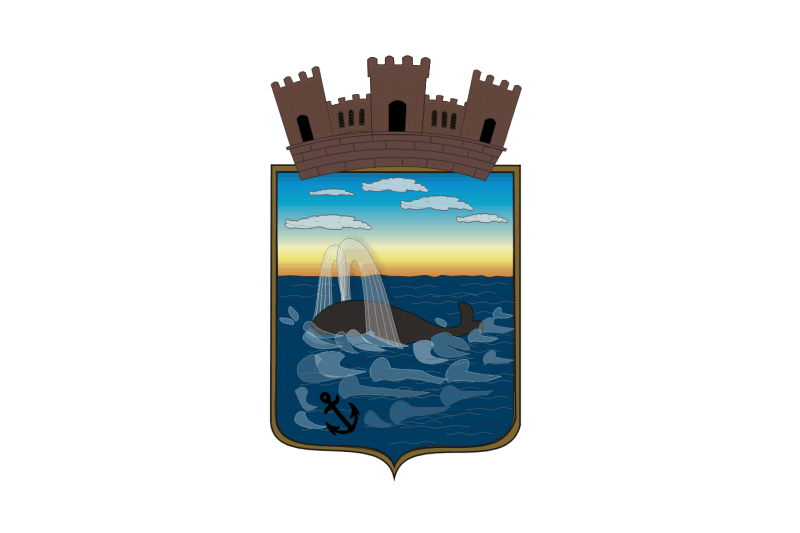
주기
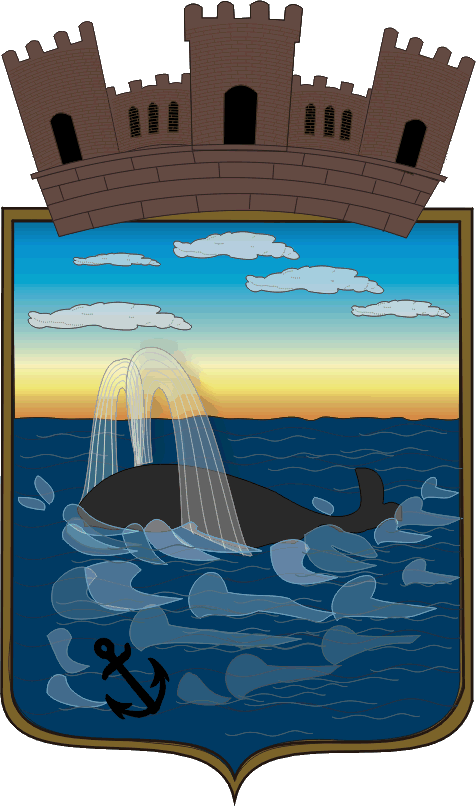
주 문장